# Слъдж метъл
Слъдж метъл (понякога само слъдж) е подстил на хевиметъл музиката, който смесва елементи на хардкор пънк с дуум метъл и понякога със саутърн рок.

## Характеристика
Слъдж метъла е с типично сурово звучене. Често вокалите са крещящи, а звука от китарите силно изкривен. Докато стилът е изграден от Melvins от Вашингтон, много от ранните пионери са от град Ню Орлиънс.

## История

### Ранен слъдж
Най-голямо влияние над стила оказва група Melvins. Албумите им Six Songs (1986) и Gluey Porch Treatments (1987) са смятани за първите слъдж записи. По това време групата е част от гръндж сцената. Няколко групи от щата Луизиана през 90-те свирят в слъдж стил - Eyehategod, Crowbar и Acid Bath. Както и по източното крайбрежие на САЩ групите Buzzov*en, 13 и Grief.

### Развитие
Слъдж метъла се разпространява бързо по южните и източни щати. Популярността на група Down (в началото страничен проект на Фил Анселмо от Pantera), спомага за популяризирането на стила на национално ниво. Появяват се групите Mastodon, Baroness и Kylesa. В края на 90-те много слъдж групи включват в музиката си пост-рок елементи. Този стил по-късно се именува пост-метъл.

## Групи

### Традиционен/саутърн слъдж
Acid Bath, Buzzov*en, Crowbar, Down, Eyehategod, Grief, Melvins, Noothgrush.

### Стоунър слъдж
Corrosion of Conformity, Electric Wizard, High on Fire, Kylesa.
|  | Тази страница частично или изцяло представлява превод на страницата „Сладж-метал“ в Уикипедия на руски. Оригиналният текст, както и този превод, са защитени от Лиценза „Криейтив Комънс – Признание – Споделяне на споделеното“, а за съдържание, създадено преди юни 2009 година – от Лиценза за свободна документация на ГНУ. Прегледайте историята на редакциите на оригиналната страница, както и на преводната страница, за да видите списъка на съавторите. ВАЖНО: Този шаблон се отнася единствено до авторските права върху съдържанието на статията. Добавянето му не отменя изискването да се посочват конкретни източници на твърденията, които да бъдат благонадеждни. |